# Băbășești, Satu Mare
Băbășești este un sat în comuna Medieșu Aurit din județul Satu Mare, Transilvania, România. Se află pe DN19F.

## Personalități
- Vasile Traian Pop (1892 - 1966), deputat în Marea Adunare Națională de la Alba Iulia 1918

 Acest articol despre o localitate din județul Satu Mare este deocamdată un ciot. Puteți ajuta Wikipedia prin completarea lui.